# Niederdorf (Wolfertschwenden)
Niederdorf ist ein Ortsteil der Gemeinde Wolfertschwenden im Landkreis Unterallgäu in Bayern.

## Geografie
Das Pfarrdorf Niederdorf liegt etwas mehr als ein Kilometer nördlich von Wolfertschwenden, auf einer Höhe von 663 m ü. NHN.

## Geschichte
Der Name Niederdorf hat sich erst zum Ende des Mittelalters eingebürgert. Davor wurde Niederdorf wie der Nachbarort als Wolfertschwenden bezeichnet, nur selten wurde zwischen Oberwolfertschwenden (dem heutigen Wolfertschwenden) und Unterwolfertschwenden (Niederdorf) unterschieden. In einer Bulle Papst Eugens III. wurde bereits 1152 Klosterbesitz des Klosters Ottobeuren in Niederdorf erwähnt.
Im Jahre 1167 wird eine Kirche in Niederdorf durch die Reliquienschenkung Abt Isingrims erstmals erwähnt. Heute steht in Niederdorf die Kirche St. Cyriacus, Largus und Smaragdus, welche am 9. Mai 1710 eingeweiht wurde. Unter Denkmalschutz stehen ferner der ehemalige Filialpfarrhof des Klosters Ottobeuren und eine Mühle, beide aus dem 18. Jahrhundert.

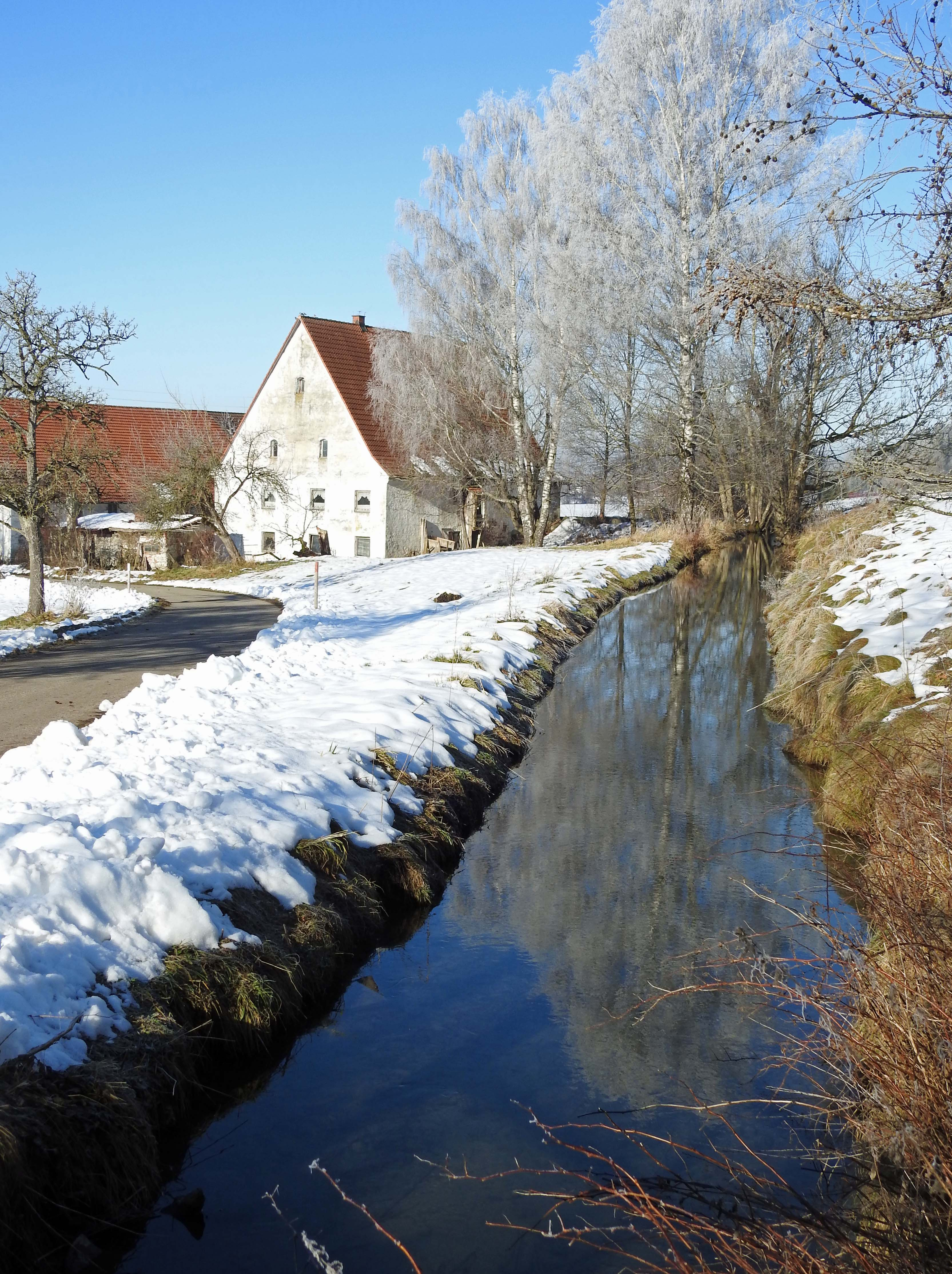
Mühle Niederdorf

Siehe auch: Liste der Baudenkmäler in Niederdorf
Am 1. Juli 1972 wurde der bis dahin selbständige Ort in die Gemeinde Wolfertschwenden eingegliedert.